# Aktienmühle Basel
Die Aktienmühle Basel AG war eine industrielle Getreidemühle in der nordwestschweizerischen Stadt Basel.

## Geschichte
Das Unternehmen wurde 1894 von dem Müller Wilhelm Abt-Bader (1850–1919) gegründet. Seine Frau war Barbara, geborene Bader (1861–1914).
Abt gehörten in der Umgebung der Stadt bereits kleinere wasserangetriebene Mühlen. Er liess an der Gärtnerstrasse im Quartier Klybeck von den Basler Architekten Wilhelm H. Fichter-Liebi und Rudolf Sandreuter einen Neubau mit eigener Dampfturbine und Anschlussgleis an die Grossherzoglich Badische Eisenbahn errichten, der 1899 als einer der ersten Industriebetriebe in dem Quartier in Betrieb ging. Nach einem Brand wurde das Gebäude in seine heutige Form gebracht und war eine der grössten Mühlen der Schweiz mit bis zu 90 Tonnen Mehlproduktion pro Tag. Aufgrund hohen Investitionsbedarfs für Modernisierungen bei gleichzeitig niedrigem Mehlpreis auf dem Markt war die Mühle nicht mehr konkurrenzfähig und verlor einen wichtigen Abnehmer, so dass der Verwaltungsrat im Jahr 2002 die Stilllegung beschloss. Am 16. November 2003 war letzter Produktionstag, danach wurden die Anlagen verkauft und abgebaut.
Nach einigen Jahren kultureller Zwischennutzungen erwarb die gemeinnützige Basler Stiftung Habitat im Jahr 2010 das inzwischen denkmalgeschützte Gebäude und liess es zu Werkstatträumen für Handwerksbetriebe umbauen. Im ehemaligen Turbinenhaus ist eine Gastronomie eingerichtet.
Die Geschichte der Aktienmühle ist in einer interaktiven Dokumentation im Mühlemuseum Brüglingen dargestellt.